# Лопес, Закариас
Зака́риас Орла́ндо Ло́пес Гонса́лес (исп. Zacarías Orlando López González; род. 30 июня 1998[…], Арика) — чилийский футболист, вратарь клуба «Депортес Ла-Серена» и сборной Чили.

## Клубная карьера
Лопес — воспитанник клуба «Сан-Маркос де Арика». 15 февраля 2016 году в матче против «О’Хиггинс» он дебютировал в чилийской Примере. В 2018 году Закариас перешёл в перуанский «Депортиво Мунисипаль» и сразу же был отдан в аренду в «Депортес Ла-Серена». 25 марта в матче против «Магальянес» он дебютировал за новую команду. По итогам сезона он Закариас подписал полноценный контракт с клубом. В 2020 году Лопес помог команде выйти в элиту. 

## Международная карьера
В 2015 году Лопес в составе юношеской сборной Чили принял участие в юношеском чемпионате Южной Америки в Парагвае. На турнире он сыграл в матчах против команд Боливии, Эквадора и Уругвая. В том же году Лопес принял участие в домашнем юношеском чемпионате мира. На турнире он сыграл в матчах против команд Хорватии, Нигерии, США и Мексики.
12 декабря 2021 года в товарищеском матче против сборной Сальвадора Лопес дебютировал за сборную Чили. 